# Wyckoff
Wyckoff – miasto w USA w hrabstwie Bergen w stanie New Jersey. Zamieszkane jest przez około 17 tys. mieszkańców. Z tego miasta pochodzi zespół muzyczny Jonas Brothers. Miasto znane z przywiązywania dużej uwagi do recyclingu.